# フェンニア (小惑星)
フェンニア (1453 Fennia) は、小惑星帯内縁部の小惑星である。ユルィヨ・バイサラがフィンランドのトゥルクで発見した。
フィンランドのラテン語名に因んで名付けられた。
2007年11月に行われた光度曲線観測によって衛星が発見され、S/2007 (1453) 1 という仮符号が付けられた。衛星の直径は約2kmで、約16km離れた軌道を22.99±0.01時間の周期で公転している。